# Magach
Magach (Tacumbú, Siacuás, Agaz, Agaces), južna skupina Payaguá Indijaanaca koji su u vrijeme kontakta s Europljanima živjeli na 25° 17′ južne geografske širine, u današnjoj Argentini. Nazivom Agaz ili Agaces naziva ih se u španjolskim izvorima iz 16. stoljeća. Njihovi posljednji ostaci nestali su u Asunciónu, gdje se nalaze od 1740-te godine, i gdje su se očuvali zajedno sa Sariguama, do 1820-tih godina.